# Betula alleghaniensis
Betula alleghaniensis (Britt.) è una specie di betulla originaria del nord-est del Nord America.